# روابط ارمنستان و سنگاپور
روابط خارجی دوجانبه بین دو کشور ارمنستان و سنگاپور وجود دارد. هیچ‌کدام از این کشورها سفیر مقیم ندارند. سفارت ارمنستان در جاکارتا، اندونزی در سنگاپور است. سنگاپور در ارمنستان نمایندگی ندارد.

## تاریخچه
اولین حضور ارمنیان در شبه جزیره مالایا به سال ۱۶۶۹ برمی گردد. در آن زمان ۸۷ ارمنی در سنگاپور زندگی می‌کردند. برادران سارکیز مارتین (۱۸۵۲–۱۹۱۲)، تیگران (۱۸۶۱–۱۹۱۲)، آویت (۱۸۶۲–۱۹۲۳) و آرشاک (۱۸۶۸–۱۹۳۱) که در پایان قرن نوزدهم از پرشیا به سنگاپور نقل مکان کردند، در این کشور به خوبی شناخته شدند. تیگران ۲۳ ساله کار هتلداری خود را آغاز کرد. پس از مدتی، او با مارتین و آوت متحد شد و با هم هتل ایسترن و اورینتال را در جورج تاون در سال ۱۸۸۴ تأسیس کردند. در سال ۱۸۸۷، برادران همچنین هتل رافلز را در سنگاپور تأسیس کردند.
پرفروش‌ترین روزنامه کنونی در سنگاپور استریتز تایمز توسط یک ارمنی به نام کچیک موزس تأسیس شد. یکی دیگر از مشخصه‌های سنگاپور ارکیده هیبریدی ارکیده سنگاپوری است که توسط یک ارمنی سنگاپوری به نام اگنس جواکیم (اشخن هواکیمیان) پرورش یافته است. در سال ۱۹۸۱، واندا دوشیزه یواخیم به عنوان گل ملی سنگاپور به دلیل نماد انعطاف‌پذیری، و توانایی مردم آن در تحمل روزهای سخت برای تولد دوباره و زندگی بهتر شناخته شد.
اولین تاجر ارمنی آریستاکس سارکیس بود که در سال ۱۸۲۰ در سنگاپور ساکن شد. سایر بازرگانان نیز از این روند پیروی کردند. سپس ۱۱۳ شرکت ارمنی در این کشور به ثبت رسیدند که در میان آنها یک شرکت فروش آنتیموان و داروهای پزشکی، یک نمایندگی فروش جواهرات و الماس، شبکه ای از استودیوهای عکس، سالن‌های ساعت، دفاتر حقوقی، یک شرکت معدن، صندوق‌های بیمه، و رستوران‌ها بودند.
در طول جنگ جهانی دوم، سنگاپور توسط امپراتوری ژاپن اشغال شد. بسیاری از ارمنی‌ها از سنگاپور گریختند و برخی نیز پس از اسیر شدن توسط ژاپنی‌ها جان باختند. پس از پایان جنگ، جامعه ارمنی در سنگاپور بسیار کوچک شد، زیرا بیشر ارامنی‌ها مهاجرت به استرالیا یا نیوزیلند را انتخاب کردند.

## روابط امروزی
در سپتامبر ۲۰۰۹، اولین نخست‌وزیر جمهوری سنگاپور، لی کوان یو، از ارمنستان بازدید کرد و در آنجا مورد استقبال رئیس‌جمهور ارمنستان، سرژ سرکیسیان قرار گرفت. لی در این سفر به دلیل مشارکت در ایجاد و تعمیق روابط بین دو کشور، نشان افتخار ارمنستان را دریافت کرد.
در سال ۲۰۱۲، سرکیسیان، که در آن زمان رئیس‌جمهور ارمنستان بود، از سنگاپور دیدن کرد و اولین رئیس دولت ارمنستان شد که به سنگاپور سفر کرد. در این سفر سرکیسیان و لی هسین لونگ نخست‌وزیر سنگاپور بر روابط دوستانه دوجانبه تأکید و راه‌های تقویت همکاری‌های دو کشور را مورد بحث و بررسی قرار دادند. آنها همچنین در مورد تحولات منطقه خود تبادل نظر کردند. رئیس‌جمهور سنگاپور تونی تان کنگ یام و نخست‌وزیر لی از کمک‌های جامعه ارمنی به توسعه اولیه سنگاپور ادای احترام کردند. وزرای خارجه دو کشور تفاهم نامه همکاری فرهنگی را امضا کردند که هدف آن تقویت همکاری‌ها و تفاهم بین فرهنگی بیشتر بین ارمنستان و سنگاپور و توافق‌نامه ای در مورد شرایط لغو متقابل شرایط روادید برای دارندگان مدارک دیپلماتیک و رسمی است.
در ژوئیه ۲۰۱۷، توافقنامه ای بین ارمنستان و سنگاپور برای ایجاد ترافیک هوایی بین دو کشور امضا شد. در مارس ۲۰۱۸، ارمنستان قانون جهت ورود بدون ویزا برای شهروندان سنگاپور معرفی کرد.

## روابط اقتصادی
در سال ۲۰۱۴، سنگاپور حدود ۱۳٬۸۱۱٬۱۰۰ دلار آمریکا کالا به ارمنستان صادر کرد، در حالی که ارمنستان ۲٬۷۸۷٬۵۰۰ دلار آمریکا به سنگاپور صادر داشته است. ارمنستان عمدتاً رایانه، تلفن و سایر تجهیزات مکانیکی را به سنگاپور صادر می‌کرد، در حالی که صادرات سنگاپور به ارمنستان شامل ماشین آلات، تجهیزات، مواد غذایی، ابزارآلات و غیره بود. شرکتی فناوری سنگاپور زمانی قصد داشت در ارمنستان سرمایه‌گذاری کند.

## روابط فرهنگی
کلیسای ارمنی‌ها قدیمی‌ترین کلیسای سنگاپور است. این اولین ساختمان دارای برق در سنگاپور بود و در سال ۱۹۷۳ توسط مقامات سنگاپور به عنوان یک اثر ملی ثبت شد. خیابان ارمنی سنگاپور به نام کلیسا نامگذاری شده است. بسیاری از ارمنی‌ها سرشناس سنگاپور در باغ یادبود کلیسای ارمنی‌ها به خاک سپرده شدند.
در سپتامبر ۲۰۱۴، کاتولیکوس همه ارمنی‌ها کارکین دوم از سنگاپور دیدن کرد. وی در جریان بازدید خود یک خاچکار ارمنی را در مقابل کلیسا قرار داد تا یاد قربانیان نسل‌کشی ارمنی‌ها را گرامی بدارد. در سال ۲۰۱۹، اعلام شد که جامعه ارمنی‌ها سنگاپور کشیش خود را خواهد داشت.